# Aeropuerto de Gorno-Altaisk

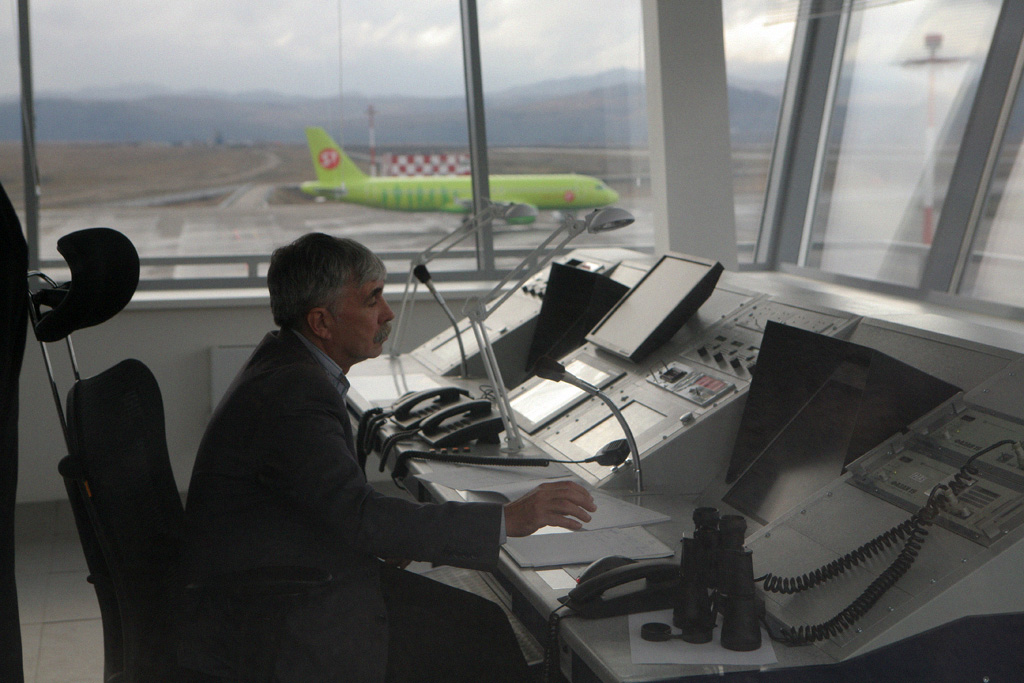
Primer Airbus A320 en Gorno-Altaisk

El aeropuerto de Gorno-Altaisk (en ruso: Аэропорт Горно-Алтайск; ; ICAO: UNBG; IATA: ), es un aeropuerto local en la República de Altái, en Rusia. Está situado 9 km al oeste de Gorno-Altaisk. 
El espacio aéreo está controlado desde el FIR de Barnaúl (ICAO: UNBB)

## Pista
Cuenta con una pista de asfalto en dirección 02/20 de 2.300x38 m (4.265x125 pies).

## Historia
El aeropuerto de Gorno-Altaisk fue inaugurado en 1968.
Tras la bancarrota, en 1997, de la línea estatal creada en 1993, el aeropuerto permaneció cerrado durante varios años. Durante los años 90 el aeropuerto más cercano a gorno-Altaisk estaba en Barnaúl, a más de 250 km.
Entre los años 2004 y 2005 se realizó una oferta pública de acciones por parte del gobierno de la República de Altái, sin encontrar comprador.
En 2007, llegó al aeropuerto el primer avión tras diez años, procedente de Moscú-Sheremétievo. Se trataba de la compañía Sibir (actualmente S7 Airlines).
En 2010 la compañía Angara Airlines realizó el enlace entre Gorno-Altaisk y Novosibirsk-Tolmachevo.
El 28 de octubre de 2011 se realizó el primer aterrizaje en la pista renovada por parte de un Airbus A320 de S7 Airlines Airbus Novosibirsk-Tolmachevo. Se inauguró también la nueva terminal.
En la pista de vuelo restaurada pueden realizar operaciones aeronaves del tipo del Tupolev Tu-204, Boeing-737, Boeing-757, Airbus A319 o Airbus A320. Hay previsión de realizar vuelos directos regulares y chárter hacia Moscú, San Petersburgo, Ekaterimburgo, Nizhny Novgorod y otras ciudades a partir de 2012.